# Keyezua
Keyezua (Lola Keyezua) est une artiste née en 1988, qui vit et travaille à Luanda, en Angola. Elle crée des installations, pratique la vidéo et la photographie. Ses productions artistiques questionnent les conditions de vie des femmes et l'eurocentrisme des normes de beauté, notamment à travers sa série Afroeucentric Face On en 2016.

## Biographie
Keyezua commence sa pratique artistique en peignant en rouge les photographies de ses parents réfugiés. Elle utilise le vandalisme pour communiquer ses émotions.
Elle obtient en 2014 un diplôme à la Royal Academy of Arts de La Haye, aux Pays-Bas. Durant sa formation, elle explore son identité de femme noire. Pour cela, elle choisit de ne pas passer systématiquement par l'exposition du corps humain noir. Elle entame alors des recherches sur la texture des cheveux africains, en en insérant dans des plantes, dans la nourriture, dans certaines parties de son corps. Cette pratique permet alors d'en ressentir la matière, d'explorer la texture des cheveux naturels et synthétiques. La même année que l'obtention de son diplôme, elle réalise une série de collages numériques appelée Stone Orgasms, qui traite des enjeux de mutilation génitale sur le corps des femmes.
En 2015, elle est lauréate du Iwalewa Art Award (Autriche) et représente l'Angola à la 56e Biennale de Venise, en Italie. Cette même année, elle crée l'œuvre The Power of My Hands, réalisée à partir de cheveux.
En 2017, elle participe aux 11e Rencontres de Bamako au Mali, et réalise la série photographique Fortia. Cette série évoque la perte de la figure paternelle.
Keyezua s'intéresse aussi au modèle économique actuel de l'artiste, et des projets non rémunérés, afin d'analyser la réalité derrière la vie d'artiste.
Pour son travail autour des femmes, elle s'inspire des rencontres qu'elle fait dans les lieux qu'elle fréquente, et des histoires, des expériences vécues par ces femmes rencontrées. A travers des histoires individuelles et personnelles, elle s'attache aux thèmes de la maternité et de la religion. La peur de l'inconnu est aussi un de ses sujets de recherche.
L'artiste a exposé aux États-Unis, en France, aux Pays-Bas, au Portugal, en Italie, en Espagne, en Irlande, aux Émirats arabes unis, au Mali, au Nigeria, en Angola, en Égypte, en Éthiopie et en Afrique du Sud.

## Expositions
- Power of my Hands, Musée d'Art moderne de Paris, 2020
- Cauchemars flottants, Festival de la photo de Breda, Pays-Bas, 2018
- Stone Orgasms, Rencontres de Bamako, Biennale africaine de la photographie, Bamako, 2017
- AFROEUROCENTRIC FACE ON, Exposition du festival Afro Vibes, Amsterdam, 2016
- Royal Generation, Lagos Photo Festival, Lagos, Nigeria, 2016
- Stone Orgasms, Addis Photo Festival, Addis Abeba, Éthiopie, 2016
- Stone Orgasms, Lagos Photo Festival, Lagos, Nigeria, 2015
- Ebola Stories, exposition du festival Afro Vibes, Amsterdam, Pays-Bas, 2015
- Facticius, exposition au Parlement néerlandais, La Haye, Pays-Bas, 2014

## Prix et distinctions
- Lauréate du Iwalewa Art Award, 2015[3]